# Anton Willenik
Anton Willenik (13. června 1862 Zadar – ?) byl rakousko-uherský admirál chorvatského původu. Jako absolvent námořní akademie sloužil u c. k. námořnictva od roku 1880. Vystřídal službu na různých lodích a vynikl jako odborník na torpéda. Jako vyšší důstojník dělostřelectva absolvoval dvě dlouhé plavby do zámoří (1896–1898 Dálný východ, 1901–1902 jižní a severní Amerika). Na začátku první světové války byl v hodnosti kontradmirála (1913) velitelem námořní divize a velkých bitevních lodí, s nimiž se zúčastnil operací na Jadranu. V roce 1915 získal hodnost viceadmirála a nakonec byl v letech 1917–1918 velitelem I. eskadry. Ještě před koncem války byl na jaře 1918 odeslán do výslužby.

## Životopis

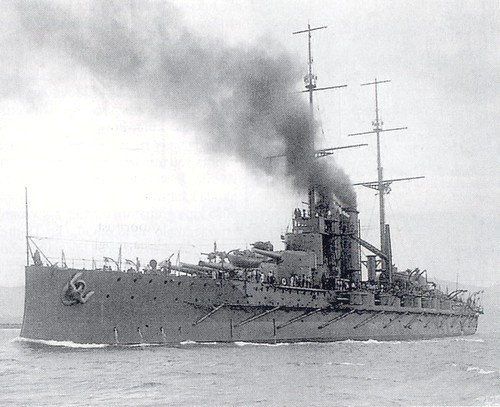
Bitevní loď SMS Viribus Unitis, vlajková loď kapitána Willenika v letech 1912–1913

Byl synem Michaela Willenika, rady zemského soudu v Zadaru. Studoval na gymnáziu v Zadaru a jako dalmatský stipendista pokračoval v letech 1876–1880 ve studiu na C. k. námořní akademii v Rijece. K námořnictvu vstoupil jako kadet v roce 1880 a vystřídal službu na různých lodích. V roce 1884 získal hodnost praporčíka a poté absolvoval důstojnický kurz pro obsluhu torpéd na cvičné lodi SMS Velebich. Poté vystřídal působení u arzenálu v Pule nebo Hydrografického úřadu, byl také důstojníkem námořní pěchoty a později získal pod velení menší plavidla typu torpédových člunů. 
Jako poručík II. třídy (1891) byl instruktorem na cvičné lodi SMS Schwarzenberg a v roce 1894 byl přidělen ke dvoru arcivévody Karla Štěpána, s nímž v roce 1895 absolvoval cestu do Severního moře. Mezitím byl povýšen na poručíka I. třídy (1894). V dalších letech sloužil u sborového námořního velitelství v Pule a dva roky byl torpédovým důstojníkem na křižníku SMS Panther. Na této lodi pod velením kapitánů Köppela a barona Deckena odcestoval na Dálný východ, kde měl křižník plnit úlohu staniční lodi na ochranu rakousko-uherských politických a obchodních zájmů. Loď kotvila v čínských přístavech Hongkong a Šanghaj, zastavila se také v Manile, Singapuru nebo Bangkoku. Dvakrát navštívila ruský Vladivostok a opakovaně navštívila i japonské námořní základny Jokohama, Nagasaki a Kóbe. Po návratu z východní Asie byl přidělen k velení námořní základny v Pule, kde byl pobočníkem admirálů Franze Müllera a Wladimira Khittela Jako první důstojník na křižníku SMS Szigetvár kapitána Praprotnika absolvoval jednoroční cestu do Ameriky a po evropských přístavech (1901–1902). Plavba vedla přes Atlanik do jižní Ameriky a Karibiku se zastávkami ve Venezuele, Mexiku, na Jamajce nebo Kubě. Na jaře 1902 loď kotvila v několika přístavech v USA (New York, Boston, Baltimore). Na zpáteční cestě křižník navštívil řadu evropských přístavů (Rotterdam, Hamburk, Kodaň, Stockholm). V Kielu navštívil palubu lodi německý císař Vilém II. a v Kronštadtu proběhlo setkání s ruským carem Mikulášem II. Díky účasti na této cestě získal Willenik několik zahraničních vyznamenání. Do přístavu v Pule se loď vrátila 1. října 1902.

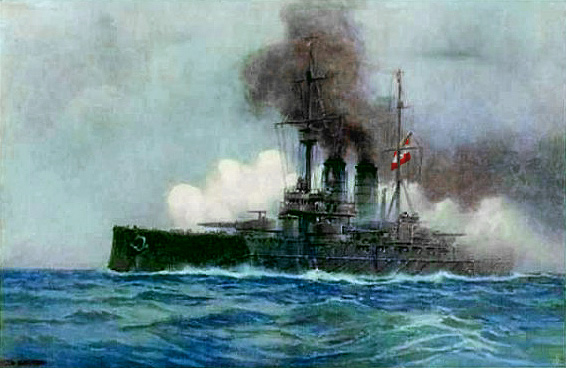
SMS Erzherzog Franz Ferdinand, vlajková loď admirála Willenika v letech 1914–1917

Po návratu ze zaoceánské plavby vykonával pozici prvního důstojníka na křižníku SMS Kaiserin und Königin Maria Theresia (1903–1904) a bitevní lodi SMS Babenberg (1904–1905). V hodnosti korvetního kapitána (1. května 1904) byl přidělen k Námořnímu technickému výboru a poté byl velitelem torpédových lodí SMS Satellit a SMS Trabant (1905–1906). K datu 1. května 1907 získal hodnost fregatního kapitána, v letech 1907–1909 byl velitelem dělostřelecké cvičné lodi SMS Alpha a v létě 1909 krátce velitelem štábu eskadry. V rámci záložní eskadry byl v letech 1909–1910 velitelem bitevní lodi SMS Babenberg a další dva roky vedl výcvik kadetů námořní akademie na cvičné lodi SMS Custozza (1910–1912).
V srpnu 1912 převzal velení zcela nové bitevní lodi SMS Viribus Unitis a k datu 1. května 1913 byl povýšen do hodnosti kontradmirála, podílel se také na aktivitách c. k. námořnictva během balkánských válek. V letech 1913-1914 byl velitelem záložní eskadry a v červnu 1914 se stal velitelem II. divize. Na začátku první světové války se jeho vlajkovou lodí stala bitevní loď SMS Erzherzog Franz Ferdinand (1914–1917). Spolu s admirálem Njegovanem vedl operace c. k. námořnictva na Jadranu především v podpoře německých křižníků Goeben a Breslau pronásledovaných britským námořnictvem. K datu 1. května 1915 byl povýšen do hodnosti viceadmirála. Po úmrtí admirála Hause a odchodu Maximiliana Njegovana na post vrchního velitele námořnictva převzal v únoru 1917 velení I. eskadry na vlajkové lodi SMS Tegetthoff (1917-1918). V březnu 1918 byl bez bližšího zařazení přeložen k velení námořní základny v Pule a k datu 1. května 1918 penzionován.

## Řády a vyznamenání
Během služby u námořnictva se stal nositelem řady ocenění v Rakousku-Uhersku i v zahraničí.

### Rakousko-Uhersko
- Válečná medaile (1885)
- Jubilejní pamětní medaile (1898)
- Služební odznak pro důstojníky III. třídy (1905)
- Vojenský záslužný kříž (1908)
- Vojenský jubilejní kříž (1908)
- Řád železné koruny III. třídy
- Mobilizační kříž (1913)
- Služební odznak pro důstojníky II. třídy (1915)
- rytířský kříž Leopoldova řádu s válečnou dekorací (1917)
- Karlův vojenský kříž
- Řád železné koruny II. třídy s válečnou dekorací (1918)

### Zahraničí
- Řád svaté Anny III. třídy (1905, Rusko)
- Řád pruské koruny III. třídy (1905, Německo)
- Řád Osmanie III. třídy (1905, Osmanská říše)
- Řád Dannebrog III. třídy (1905, Dánsko)
- Řád osvoboditele IV. třídy (1905, Venezuela)
- Železný kříž II. třídy (1917, Německo)
- Zlatá Medaile za zásluhy (1917, Osmanská říše)